# Distrito de Nagapattinam
Nagapattinam  (en Tamil; நாகப்பட்டினம் மாவட்டம் ) es un distrito de India, en el estado de Tamil Nadu . 
Comprende una superficie de 2715 km².
El centro administrativo es la ciudad de Nagapattinam. Una importante ciudad de la región es Velankanni, en la cual se encuentra la Basílica de Nuestra Señora de la Salud, el santuario católico más frecuentado de la India.

## Demografía
Según censo 2011 contaba con una población total de 1 488 839 habitantes.